# Moineau swahili
Passer suahelicus
Espèce
Statut de conservation UICN

 LC  : Préoccupation mineure
Le Moineau swahili (Passer suahelicus) est une espèce d'oiseaux de la famille des Passeridae, longtemps traitée comme une sous-espèce du Moineau gris (Passer griseus).

## Répartition
Cet oiseau vit dans le Sud du Kenya et en Tanzanie.